# 利希夫卡 (聶伯彼得羅夫斯克州)
48°40′22″N 33°55′2″E / 48.67278°N 33.91722°E
利希夫卡（羅馬化：Lykhivka），又按俄语名译为利霍夫卡，是位於烏克蘭第聶伯羅彼得羅夫斯克州卡姆揚斯凱區利希夫卡市鎮的鎮。該鎮面積14.66平方公里，海拔高度67米，2001年人口2,508，人口密度每平方公里171人。

## 備註
1. ↑  俄語：